# Bataille d'Argentovaria

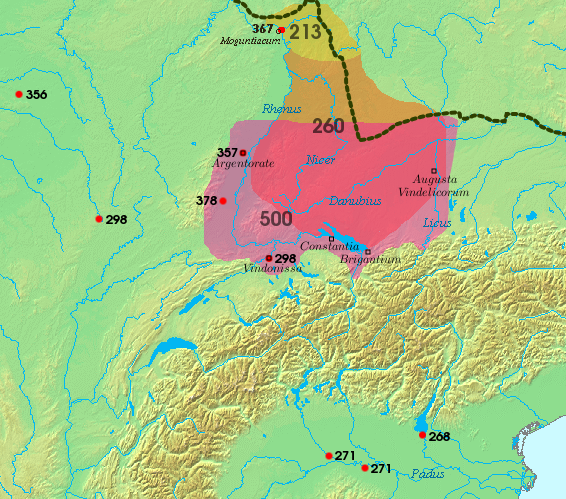
Expansion du territoire des Alamans

La bataille d'Argentovaria ou Argentaria est un affrontement opposant au printemps 378 entre les communes actuelles de Horbourg-Wihr et Biesheim l’armée de l’Empire romain d’Occident et un groupe de tribus alamanes majoritairement composé de Lentiens. Les Romains, commandés par Nanniénus et Mallobaude, emportent la victoire et environ trente mille alamans sont tués, dont le roi des Lentiens Priarius. Les Romains poursuivent ensuite les Germains au-delà du Rhin pendant plusieurs semaines et non sans difficulté.
D’après Ammien Marcellin, principale source sur la bataille, celle-ci a eu un impact majeur à plusieurs milliers de kilomètres de là, dans l’Empire romain d’Orient, confronté à une invasion gothe : en retardant les troupes occidentales promises à Valens, elle incite celui-ci à affronter seul les Goths, ce qui le conduit à sa mort et à la destruction de l’armée de l’Empire d’Orient le 9 août 378 à Andrinople.

## Sources et historiographie
Les sources textuelles sur la bataille sont limitées. Saint Jérôme dans sa Chronique, Aurelius Victor dans l’Abrégé des Césars et Paul Orose dans Histoires contre les païens ne font que mentionner la bataille, tous sous la même forme : Gratien a battu trente mille alamans près d’Argentaria. La seule source consistante est Ammien Marcellin, qui y consacre un passage dans le livre 31 Res gestae, où il en explique les causes et les conséquences.
Le premier commentaires sur ces sources est réalisé en 1531 par Beatus Rhenanus dans le Rerum Germanicarum libri tres. Il y identifie Argentaria avec Horbourg, affirmation qui est ensuite reprise jusqu’à la fin du XXe siècle. Ce n’est que depuis les fouilles sur le site d’Oedenburg à Biesheim que cette correspondance est remise en question.

## Contexte
Dans la deuxième moitié des années 370, l’empire romain d’Orient est confrontée à l’arrivée massive de réfugiés goths qui, poussés par les Huns, essaient de franchir le Danube. L’empereur d’Orient Valens tente d’en accueillir une partie, mais le nombre de réfugiés, l’incompatibilité culturelle et l’hostilité de certains Romains font que la situation échappe rapidement à tout contrôle. À partir de 376, Valens se retrouve donc confronté à une invasion gothe en Thrace, alors que ses légions et lui-même se trouve sur la frontière orientale, face aux Perses.
Dans le même temps, dans l’empire d’Occident, Gratien succède en 375 à Valentinien Ier. Son pouvoir est fragile : il est jeune et peu apprécié de l’armée, qui a nommé son frère Valentinien II co-empereur sans lui demander son avis. Les légions de l’empire d’Occident se trouvent pour la plupart sur le limes de Germanie, face aux tribus germaniques qui ont déjà envahi la Gaule romaine à plusieurs reprise dans les décennies précédentes.
N’arrivant pas à faire face aux Goths, Valens demande l’aide de Gratien en 377. Celui-ci répond positivement, mais prépare le départ de ses légions pour les Balkans en secret, afin d’éviter que les Germains n’en profitent pour tenter une nouvelle invasion de son empire. Néanmoins, d’après Ammien Marcellin, un soldat de la garde impériale originaire du peuple des Lentiens, une tribu alamane installée sur la rive nord du lac de Constance, se montre trop bavard lors d’un séjour chez lui à la fin de l’année 377 et révèle que l’armée part pour l’Orient.
Les Lentiens tentent une première incursion en février 378. Après avoir franchi le Rhin en un lieu indéterminé, ils se retrouvent néanmoins face aux Celtae et aux Petulantes, deux unités des auxilia palatinia, des troupes d’élites spécialisées dans la lutte contre les pillards. Ils sont ainsi repoussés de l’autre côté du fleuve.

## Champ de bataille
Toutes les sources indiquent que la bataille a lieu « près d’Argentaria », mais ce toponyme n’a pas pu être mis en relation de manière indiscutable avec des établissements connus. Pendant longtemps, il a été supposé qu’il s’agissait de Horbourg, mais les fouilles de la fin du XXe siècle au lieu-dit Oedenburg à Biesheim rendent plus vraisemblable la correspondance de ce vicus au nom inconnu avec l’Argentaria des textes. Cette question de l’identification de la ville n’est néanmoins pas un problème majeur dans le cas de la bataille, Horbourg et Biesheim étant assez proches. Le site de la bataille n’est pas connu avec exactitude, mais se situe probablement dans la zone entre Horbourg, Grussenheim et Biesheim.
La localisation de la deuxième phase de la bataille est plus délicate, la description d’Ammien Marcellin étant assez vague. L’hypothèse la plus ancienne est celle de Camille Jullian en 1926, qui la place loin au Sud-Est, dans les montagnes de Randen, entre Blumberg et Schaffhouse. Cette hypothèse présuppose néanmoins que les Lentiens aient pu parcourir plus de cent kilomètres avant d’être rattrapés par les Romains. Patrick Biellmann considère cette éventualité comme improbable et suppose que les Lentiens ont dû se replier vers le premier massif à leur portée, c’est-à-dire le Kaiserstuhl. Il propose trois sites possibles : le Wincklerberg, au nord-ouest d’Ihringen, le Schlossberg au dessus d’Achkarren et le Kirchberg, qui surplombe Niederrotweil. Aucune de toutes ces hypothèse n’a toutefois été confirmée par des découvertes archéologiques.

## Forces en présence

### Alamans
Selon les sources, les Lentiens sont entre trente mille et quarante mille. Ammien Marcelin, qui donne ce dernier chiffre, affirme que certains prétendent qu’ils auraient été soixante-dix mille, mais qu’il s’agit d’une exagération. Même en retenant le chiffre le plus bas, il est peu probable que seuls les guerriers lentiens soient impliqués et Ammien Marcellin laisse entendre que d’autres tribus alamanes se joignent à eux. Il est en outre possible qu’il ne s’agisse pas d’une simple incursion, mais d’une migration de l’ensemble des Lentiens.
Un roi des Lentiens, Priarius, est mentionné comme victime de la bataille. Il est probable qu’il ait eu un rôle de commandement de l’armée germanique, mais rien ne permet de savoir l’ampleur de celui-ci et s’il est le seul dirigeant alaman. Il s’agit en outre de l’unique mention de ce roi dont on ne sait rien par ailleurs.

### Romains
Gratien ne dirige pas personnellement l’armée, dont il délègue le commandement à ses généraux Naniénus et Mallobaude. Nanniénus a déjà défendu la Gaule contre les Alamans en 370 et était à cette époque comes. Son rang exact au moment de la bataille n’est pas connu, mais il est possible qu’il ait été comes rei militaris. Mallobaude est désigné comme étant comes domesticum et roi des Francs. Il semble qu’il s’agisse du même Mallobaude qui a tué le roi alaman Makrian, un allié des Romains, et qui se serait rallié à ces derniers par la suite.

## Bataille

### Préparatifs
L’échec de leur première incursion ne décourage pas les Lentiens, qui pensent que les légions sont déjà toutes parties en Orient. En s’associant avec d’autres tribus alamanes, ils rassemblent une grande force et font une deuxième tentative au printemps. En réalité Gratien se trouve encore à Trèves et une partie de ses troupes est toujours en Gaule. Rassemblant celles-ci et rappelant celles déjà en Illyrie, Gratien quitte Trèves le 20 avril. Arrivé à proximité des Alamans, ses généraux ne sont pas d’accord sur la conduite à tenir, Nanniénus voulant attendre l’arrivée de renforts, tandis que Mallobaude recommande une attaque immédiate. Ce dernier emportant l’adhésion de l’empereur, l’armée romaine traverse la plaine d’Alsace pour se porter à la rencontre des Alamans à l’Ouest de l’actuelle ville de Colmar.

### Affrontement initial
Après un échange de flèches, de javelots et de plumbatae s’ensuit un affrontement au corps-à-corps. En nette infériorité numérique, les Romains sont progressivement contraints de reculer. Néanmoins, leur ligne ne cède pas et ils tiennent jusqu’à l’arrivée des scholæ palatinæ, la garde d’élite de l’empereur. Démoralisés par l’arrivée de ces renforts, les Alamans prennent la fuite. La plupart d’entre eux sont tués dans la poursuite qui s’ensuit, dont Priarius, roi des Lentiens. Cinq mille parviennent à survivre en se réfugiant dans les forêts des alentours.

### Poursuite et reddition des Lentiens
Après un bref séjour à Oedenburg, Gratien décide de poursuivre les Lentiens par delà le Rhin en traversant le fleuve au gué de Biesheim-Breisach. La poursuite est probablement motivée par la perspective du butin, les Lentiens étant venus avec leurs familles et tous leurs biens. Harcelés, ceux-ci se réfugient toutefois sur une hauteur rocheuse et escarpée. L’assaut est donné par une force composée des cinq cents soldats les plus expérimentés de chaque légion, mais à la fin d’un après-midi de combats, les Romains ont subi de lourdes pertes sans résultats concrets. Ils entreprennent alors d’assiéger le site. Les Lentiens parviennent à s’échapper une première fois, mais ils sont rapidement rattrapés par l’armée romaine et choisissent de se rendre.
Gratien offre aux Lentiens la vie sauve et le droit de rentrer sur leurs terres d’origine, à condition de livrer tous les jeunes hommes en état de combattre pour qu’ils soient enrôlés dans l’armée romaine. Il est possible que les unités Gratianenses et Brisigaui des auxilia palatina soient issues de ce recrutement.

## Conséquences
L’invasion des Lentiens puis leur poursuite retarde Gratien pendant plusieurs mois. Celui-ci en retire néanmoins un grand prestige, à en croire les sources antiques, qui louent de manière unanime sa victoire. D’après Ammien Marcellin, cela entraîne la jalousie de Valens, qui, malgré les prières de Gratien, refuse de l’attendre plus longtemps et part affronter seul les Goths. L’armée de l’empire d’Orient affronte ainsi les Goths le 9 août 378 à Andrinople, où elle est massacrée et Valens lui-même tué.